# Gerde (Baranya)
Pour les articles homonymes, voir Gerde (homonymie).
Gerde est un village et une commune du comitat de Baranya en Hongrie.